# Hydraloop Systems
Hydraloop Systems B.V. is een internationaal bedrijf dat decentrale grijswaterrecyclingsystemen ontwikkelt en produceert. Het bedrijf is in november 2015 in Muiderberg opgericht door Arthur Valkieser en Sabine Stuiver. De technologie van Hydraloop werd in 2022 bekroond met de UN WIPO Global Award.
In november 2017 presenteerde Hydraloop haar eerste model, het Hydraloop H300 systeem, op Aquatech Amsterdam.
In 2020 won het bedrijf vier prijzen op Consumer Electronics Show. Sinds oktober 2020 is Hydraloop te zien in de Netflix documentaire Brave Blue World. Het bedrijf wordt gepresenteerd als een van de oplossingen om de wereldwijde watercrisis op te lossen.
In juni 2022 begon het bedrijf samen te werken met Sydney Water om het waterverbruik in Sydney te verminderen.
Hydraloop-apparaten verzamelen en hergebruiken grijs water uit douches, badkamers, wasmachines, airconditioners, enz.